# Recinti e finestre
Recinti e finestre (Fences and Windows) è un saggio della giornalista canadese Naomi Klein. Si differenzia, però, dagli altri due, No logo e Shock economy, poiché in questo libro la Klein sceglie di rappresentare e di mostrare la lotta alla globalizzazione senza la pretesa di una tesi di fondo.
Diventa quindi una storia in tempo reale del movimento no global, un affresco di tutto ciò che ha comportato la nascita di quello che definisce il "movimento dei movimenti". Il libro è composto da un collage di articoli, pensieri, approfondimenti in cui l'autrice, partendo dalla rivolta di Seattle del 1999, esprime la maturazione e la consapevolezza dell'antiglobalizzazione che giorno per giorno tenta di opporsi strenuamente al capitalismo sfrenato. I recinti, infatti, sono le limitazioni poste all'informazione e alla lotta mentre le finestre sono quelle che si aprono ogni volta che si fa sentire la propria voce e il proprio dissenso nei confronti di questo strapotere delle multinazionali.

## Edizioni
- Naomi Klein, Recinti e finestre, Baldini Castoldi Dalai editore, 2002,  p. 247.